# ألبرت بيربانك
ألبرت بيربانك (بالإنجليزية: Albert Burbank)‏ هو عازف جاز أمريكي، ولد في 25 مارس 1902 في نيو أورلينز في الولايات المتحدة، وتوفي في 15 أغسطس 1976.

## وصلات خارجية
- ألبرت بيربانك على موقع ميوزك برينز (الإنجليزية)
- ألبرت بيربانك على موقع أول ميوزيك (الإنجليزية)
- ألبرت بيربانك على موقع ديسكوغز (الإنجليزية)